# Rivière d'Étel
De Rivière d'Étel is een ría in Bretagne ten zuidoosten van Lorient. De ría heeft een lengte van dertien kilometer en een maximale breedte van vier kilometer en wordt gevoed door verschillende kleine waterlopen. De oppervlakte bedraagt 334 km². In de Rivière d'Étel bevinden zich verschillende kleine eilanden, waaronder het bewoonde Île de Saint-Cado, dat met een kunstmatige dam met het vasteland is verbonden. De Rivière d'Étel staat ter hoogte van Étel met een nauwe doorgang in contact met de Atlantische Oceaan.